# Valerietta boursini
Valerietta boursini är en fjärilsart som beskrevs av De Freina och Hermann Hacker 1985. Valerietta boursini ingår i släktet Valerietta och familjen nattflyn. Inga underarter finns listade i Catalogue of Life.